# Flandern-Rundfahrt 1984
Die Flandern-Rundfahrt 1984 war die 68. Austragung der Flandern-Rundfahrt, eines eintägigen Straßenradrennens. Es wurde am 1. April 1984 über eine Distanz von 268 km ausgetragen.
Das Rennen wurde von Johan Lammerts vor Sean Kelly und Jean-Luc Vandenbroucke gewonnen.

## Teilnehmende Mannschaften
| Panasonic-Raleigh Skil-Sem-Kas-Miko La Redoute | Splendor-Jacky Aernoudt Safir-Van de Ven Atala-Campagnolo | Elro Snacks-Auto Brabant AVP-Viditel Fangio-Marc | Europ Decor-Boule d’Or Alfa Lum-Olmo Metauro Mobili-Pinarello | Renault-Elf Kwantum Hallen-Decosol Cilo-Aufina |

## Ergebnis
| \| Gesamtwertung \| Gesamtwertung \| Gesamtwertung \| Gesamtwertung \| Gesamtwertung \| \| Fahrer \| Fahrer \| Land \| Team \| Zeit \| \| ------------- \| -------------------------- \| ------------- \| ----------------------- \| --------------- \| \| 1. \| Johan Lammerts \| Niederlande \| Panasonic-Raleigh \| 6 h 45 min 47 s \| \| 2. \| Sean Kelly \| Irland \| Skil-Reydel-Sem-Mavic \| + 25 s \| \| 3. \| Jean-Luc Vandenbroucke \| Belgien \| La Redoute \| + 25 s \| \| 4. \| Jean-Philippe Vandenbrande \| Belgien \| Splendor-Jacky Aernoudt \| + 25 s \| \| 5. \| Rudy Matthijs \| Belgien \| Splendor-Jacky Aernoudt \| + 25 s \| \| 6. \| Ludo De Keulenaer \| Belgien \| Panasonic-Raleigh \| + 25 s \| \| 7. \| Gregor Braun \| Deutschland \| La Redoute \| + 44 s \| \| 8. \| Luc Colijn \| Belgien \| Safir-Van de Ven \| + 49 s \| \| 9. \| Rudy Rogiers \| Belgien \| Splendor-Jacky Aernoudt \| + 49 s \| \| 10. \| Eric Vanderaerden \| Belgien \| Panasonic-Raleigh \| + 49 s \| |                            |             |                         |                 |
| |                            |             |                         |                 |
| |                            |             |                         |                 |
| Gesamtwertung |                            |             |                         |                 |
| Fahrer | Fahrer                     | Land        | Team                    | Zeit            |
| 1. | Johan Lammerts             | Niederlande | Panasonic-Raleigh       | 6 h 45 min 47 s |
| 2. | Sean Kelly                 | Irland      | Skil-Reydel-Sem-Mavic   | + 25 s          |
| 3. | Jean-Luc Vandenbroucke     | Belgien     | La Redoute              | + 25 s          |
| 4. | Jean-Philippe Vandenbrande | Belgien     | Splendor-Jacky Aernoudt | + 25 s          |
| 5. | Rudy Matthijs              | Belgien     | Splendor-Jacky Aernoudt | + 25 s          |
| 6. | Ludo De Keulenaer          | Belgien     | Panasonic-Raleigh       | + 25 s          |
| 7. | Gregor Braun               | Deutschland | La Redoute              | + 44 s          |
| 8. | Luc Colijn                 | Belgien     | Safir-Van de Ven        | + 49 s          |
| 9. | Rudy Rogiers               | Belgien     | Splendor-Jacky Aernoudt | + 49 s          |
| 10. | Eric Vanderaerden          | Belgien     | Panasonic-Raleigh       | + 49 s          |